# Селёдочный салат
Селёдочный салат — холодное блюдо в кухнях Польши, Скандинавии, Северной Германии и Нидерландов, которое готовят по разным традиционным рецептам, но его основным ингредиентом является солёная сельдь. В зависимости от региона, среди ингредиентов селёдочного салата могут числиться отварной картофель, свёкла, сырые яблоки, маринованные огурцы, сельдерей, лук и укроп.
В Скандинавии и Нидерландах солёную сельдь для салата предварительно вымачивают, смешивают с порезанным кубиками отварным картофелем, сельдереем, маринованными огурцами и яблоками и заправляют его густым соусом из сельдевых молок, натёртого репчатого лука с уксусом и растительным маслом. В Нидерландах в селёдочном салате используют местную традиционную маринованную сельдь. В селёдочном салате по-шведски участвуют солёная сельдь, отварная говядина, свёкла и яблоки с винегретной заправкой, смешанной с порубленными анчоусами, маринованными огурцами, каперсами и горчицей. Похожий эстонский селёдочный салат называется росолье. Самый распространённый рецепт селёдочного салата в Германии — с яблоком и варёным яйцом под майонезом со сливками, он бывает «белым» и «красным», если со свёклой. В Северной Германии селёдочный салат по-гамбургски готовят из солёной сельди, отварного мяса, яблока, сельдерея, свёклы, маринованных огурцов и каперсов под майонезом. В польской кухне селёдочный салат готовят с варёным яйцом под майонезом со свежими огурцами или отварным картофелем, а также с отварной фасолью в заправке из растительного масла с горчицей. В Германии селёдочный салат в таком варианте считается блюдом силезской кухни и именуется «польским». В состав французского селёдочного салата входит только солёная сельдь, яблоки, уксус, растительное масло и репчатый лук. В Вене и её окрестностях селёдочный салат считается традиционным блюдом в Пепельную среду, с которой начинается 40-дневный пост. Австрийцы считают, что селёдочный салат особенно хорош от похмелья после Жирного вторника. Венский салат из сельди с яблоком позаимствован у итальянцев к середине XVIII века, а в середине XIX века дал импульс традиции венских отелей устраивать «селёдочные пирушки» (нем. Heringsschmaus) перед началом поста.